# Tomas Haake
Pour les articles homonymes, voir Haake.
Tomas Haake, né le 13 juillet 1971 à Örnsköldsvik en Suède, est un batteur suédois. Il est principalement connu pour être le batteur et le principal parolier du groupe de metal extrême Meshuggah. Il rejoint le groupe en 1990, peu avant la sortie de leur premier album studio Contradictions Collapse.
En 2008, Haake est sacré meilleur batteur de metal par le magazine Modern Drummer.

## Biographie
En 1987, Haake fonde Barophobia avec son ami d'enfance Mårten Hagström. Le groupe sort quatre démos entre 1988 et 1990. Durant cette même année 1990, Haake quitte le groupe pour rejoindre Meshuggah,.

## Influences musicales
Haake a cité Anthrax, Black Sabbath, Iron Maiden, Metal Church, Metallica, Rush, Saxon, Slayer et Testament comme influences. Il cite aussi le batteur Neil Peart comme l'une de ses plus grandes idoles,.

## Vie privée
Il se marie le 16 janvier 2011 à Las Vegas avec Ida Evileye du groupe Crucified Barbara. Ils se séparent en 2013 puis divorcent en 2014.
En 2016, il annonce qu'il entretient depuis 2014 une relation avec l'actrice Jessica Pimentel.

## Discographie

### avec Meshuggah
- 1991 - Contradictions Collapse
- 1994 - None (EP)
- 1995 - Selfcaged (EP)
- 1995 - Destroy Erase Improve
- 1997 - The True Human Design (EP)
- 1998 - Chaosphere
- 2002 - Nothing
- 2004 - I (EP)
- 2005 - Catch Thirtythree
- 2008 - obZen
- 2012 - Koloss
- 2013 - Pitch Black (EP)
- 2016 - The Violent Sleep of Reason[1]
- 2022 - Immutable